# Krytyka źródeł
Krytyka źródeł polega na zbadaniu autentyczności śladów pewnej działalności ludzkiej (źródło historyczne)  oraz odczytaniu ich znaczenia (wydarzenie historyczne) w świetle przyczyn i warunków ich powstania w procesie historycznym. Niezbędna w poznawaniu przebiegu minionej aktywności (np. chronologia) i jej wytworów. W procesie oceny jakości źródła pomocnych jest szereg metod, tzw. nauk pomocniczych historii.
Ma fundamentalne znaczenie w metodologii badań historycznych. Jest jedną z wielu metod badawczych.

## Krytyka zewnętrzna i krytyka wewnętrzna
Zdobywanie wiedzy o źródle tak, by stało się one źródłem gotowym do wykorzystywania informacji, podzielić można na:
- krytykę zewnętrzną, która polega na określeniu czasu, miejsca powstania danego źródła historycznego oraz jego autora; nazywana erudycyjną;
- krytykę wewnętrzną, która polega na analizie treści źródła historycznego oraz na zbadaniu wiarygodności autora; nazywana hermeneutyką.

## Interpretacja faktów historycznych
Analiza krytyczna źródeł historycznych jest punktem wyjścia do pracy badawczej. Dalszymi etapami są interpretacja psychologiczna faktów historycznych i interpretacja socjologiczna faktów historycznych. 
- Interpretacja psychologiczna faktów historycznych odnosi się przede wszystkim do motywów postępowania, które mogą być stwierdzone na podstawie danych źródeł. Dąży do wyjaśnienia, dlaczego nastąpił pewien fakt historyczny, jakie mieli cele jego sprawcy. Może także służyć do wyjaśnienia wątpliwości co do źródeł, ich sprzeczności względem siebie.

- Interpretacja socjologiczna faktów historycznych pozwala na powiązanie ze sobą pojedynczych faktów historycznych w czytelny obraz danej epoki lub jej części. Dzięki użyciu przyjętego przez badacza klucza ogólnych praw czy też przekonań socjologicznych, dotyczących związku zależności pomiędzy poczynaniami ludzkimi a ich przyczynami czy warunkami, z mozaiki pojedynczych faktów zaczyna układać się spójna całość.

Zarówno jedna, jak i druga interpretacja, jest dokonywana przede wszystkim w sposób intuicyjny, opierając się na osobistej znajomości praw życia ludzkiego przez badacza, jego osobistych przekonaniach, a także uwarunkowaniach kultury, z której pochodzi.